# Kuhns molspin
Kuhns molspin (Robertus kuehnae) is een spinnensoort in de taxonomische indeling van de kogelspinnen (Theridiidae).
Het dier behoort tot het geslacht Robertus. De wetenschappelijke naam van de soort werd voor het eerst geldig gepubliceerd in 1993 door Bauchhenss & Uhlenhaut.